# Rolf Graf
Pour les articles homonymes, voir Graf.
Rolf Graf, né le 19 août 1932 à Unterentfelden et mort le 18 janvier 2019 à Baden, est un coureur cycliste professionnel suisse.

## Biographie
Professionnel de 1952 à 1963, il remporte 37 victoires.
Il est par trois fois champion de Suisse sur route en 1956, 1959 et 1962. Il participe à son Tour national, le Tour de Suisse, gagne l'édition 1956 et remporte 6 étapes.
Il participe à 6 Tours de France : abandon en 1954, 1955 et 1957, 21e en 1959, 70e en 1960 et 60e en 1961.      
Il remporte 3 victoires d'étapes : dans le Tour 1959, la 12e étape entre Saint-Gaudens et Albi et la 19e étape entre Saint-Vincent et Annecy, puis dans le Tour 1960 la 19e étape entre Pontarlier et Besançon. 

## Palmarès
- 1952
  - 2e du Championnat de Zurich amateurs
- 1953
  - 2e de Lucerne-Engelberg
  - 10e du Tour de Romandie
- 1954
  - Gand-Wevelgem
  - Lucerne-Engelberg
- 1955
  - 4e étape du Tour de Romandie
  - Grand Prix de Suisse
  - Grand Prix de Lugano
  - 3e du championnat de Suisse de poursuite
- 1956
  -  Champion de Suisse sur route
  - 3ea étape de Rome-Naples-Rome
  - Grand Prix du Locle
  - Tour de Suisse :
    - Classement général
    - 5e et 6e (contre-la-montre) étapes

  - Trophée Baracchi (avec André Darrigade)
  - Grand Prix de Ravenne (contre-la-montre par équipes)
  - 2e du Grand Prix de Lugano
- 1957
  - 6e étape du Tour de Suisse
  - 2e du Trophée Baracchi (avec Alcide Vaucher)
  - 3e du championnat de Suisse de l'américaine
  - 4e du Tour de Romandie
- 1958
  - Grand Prix du Locle
  - 2e du Grand Prix de Forli
- 1959
  -  Champion de Suisse sur route
  - 1rea étape du Tour de Romandie (contre-la-montre)
  - 22e étape du Tour d'Italie
  - 1re étape du Tour de Suisse
  - 12e et 19e étapes du Tour de France
  - 2e du Tour de Romandie
- 1960
  - 19e étape du Tour de France (contre-la-montre)
  - Trofeo Longines (contre-la-montre par équipes)
- 1961
  - 2e étape de Menton-Rome
  - 3e et 4e (contre-la-montre) étapes du Tour de Suisse
  - Tour du Canton de Genève
  - 2e du championnat de Suisse sur route
  - 2e du Grand Prix de Lugano
- 1962
  -  Champion de Suisse sur route
  - 3eb étape du Tour de Romandie (contre-la-montre)
  - Tour du Nord-Ouest de la Suisse
  - Tour du Canton de Genève
  - Grand Prix de Lugano
  - 2e du championnat de Suisse de poursuite
  - 4e du Championnat de Zurich
  - 7e du Tour de Suisse
  - 8e du Tour de Romandie

## Résultats sur les grands tours

### Tour de France
6 participations
- 1954 : abandon (20e étape)
- 1955 : abandon (9e étape)
- 1957 : abandon (7e étape)
- 1959 : 21e, vainqueur des 12e et 19e étapes
- 1960 : 70e, vainqueur de la 19e étape (contre-la-montre)
- 1961 : 60e

### Tour d'Italie
5 participations
- 1953 : abandon
- 1956 : abandon
- 1959 : 29e, vainqueur de la 22e étape
- 1961 : abandon (7e étape)
- 1962 : abandon (14e étape)